# 小林慶祐
小林 慶祐（こばやし けいすけ、1992年11月2日 - ）は、ベルギー・ブリュッセル市出生、千葉県佐倉市出身のプロ野球選手（投手）。右投右打。オイシックス新潟アルビレックス・ベースボール・クラブ所属。
愛称は「コバ」。

## 経歴

### プロ入り前
両親は日本出身だが、実父が勤務先の仕事で赴任していたベルギーのブリュッセル市で出生。同国では出生から2年間育ったに過ぎず、当時の記憶は皆無という。
帰国後に佐倉市立青菅小学校で軟式野球を始めると、八千代松陰高校で硬式野球部に所属。同部では控え投手で、公式戦には3年夏の全国高等学校野球選手権千葉大会に救援で1試合に登板しただけであった。対外試合への登板機会が限られていたことへの悔しさから、3年時の秋に東京情報大学硬式野球部のセレクションへ参加。セレクションでの合格を経て、同大学の総合情報学部情報ビジネス学科に進学した。
東京情報大学への進学後は、千葉県大学野球のリーグ戦で2年時の秋季に初勝利。3年時の春季には、エースに成長してリーグ最多の5勝を挙げてとともに、チームを優勝に導いて、ベストナインも受賞。大学選手権では先発するも初戦敗退。4年秋にも6勝で最多勝を受賞。
東京情報大学からの卒業後に日本生命へ入社すると、社会人野球の名門である硬式野球部で活躍。2015年の第41回社会人野球日本選手権大会では、通算4試合の登板でチーム史上3回目の優勝へ貢献するとともに、通算投球回数12イニングでわずか1失点という好成績によって優秀選手賞を受賞した。
2016年10月20日に行われたドラフト会議で、オリックス・バファローズから5位指名を受け、契約金4000万円、年俸1000万円（金額は推定）という条件で入団した。背番号は39。指名の直後には、オリックス一軍の本拠地である京セラドーム大阪のマウンドを社会人日本選手権などで何度も立った経験を踏まえて、「京セラドームのマウンドは、固さ、角度とも、今まで自分が投げたことのある球場の中で一番投げやすい」との印象を述べていた。

### オリックス時代

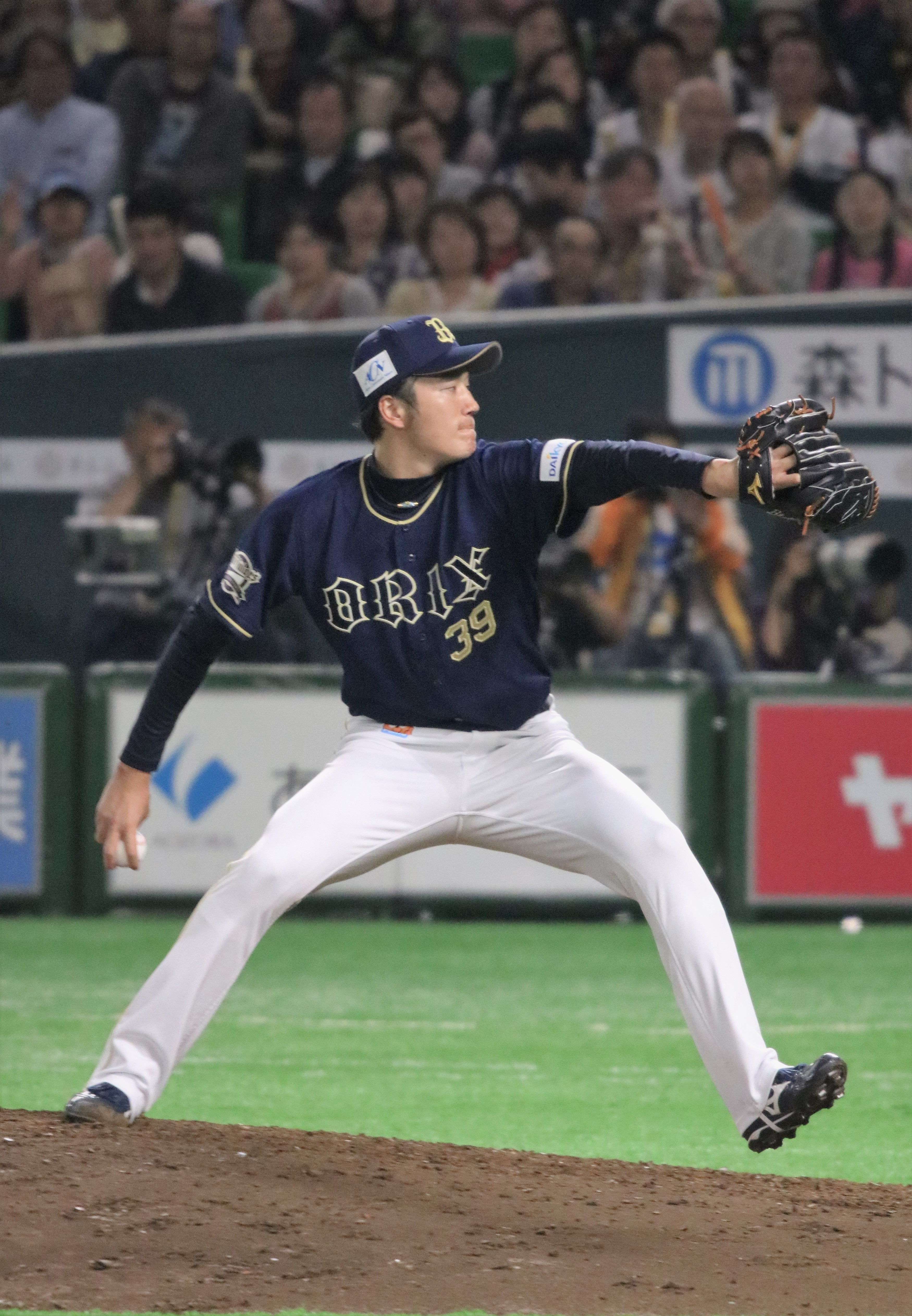
オリックス時代
（2018年3月31日 福岡 ヤフオク!ドーム）

2017年は、レギュラーシーズン開幕後の5月13日に、京セラドームでの対埼玉西武ライオンズ戦で一軍公式戦にデビュー。5月31日の対東京ヤクルトスワローズ戦では、同点で迎えた延長10回からの救援登板で1イニングを無失点に抑えた後に、チームのサヨナラ勝利によって初めての白星が付いた。以降も中継ぎで一軍公式戦への登板を重ねていたが、9月30日の対福岡ソフトバンクホークス戦（いずれも京セラドーム）6回表に、髙谷裕亮が放ったライナーが右目の上付近を直撃した。その影響で右目の上から出血したまま、マウンド付近に倒れ込んだ。髙谷の打球は小林を直撃した後に右翼まで転がるほど強烈で、直撃の個所が少しでもずれていれば、眼球の破裂や失明などにつながる可能性があったとされる。試合を主管するオリックスでは急遽、ドームのバックスクリーン直下にある外野フェンスのドアを開放したうえで、救急車をグラウンド内に入れる措置を講じた（試合は15分間中断）。小林は自力で立てないまま、この救急車で搬送された病院で精密検査を受診。CT検査の結果、脳や骨に異常は確認されなかったものの、右眼瞼部上の打撲による裂傷で8針の縫合手術を受けた。一軍公式戦ではこの試合がシーズン最後の登板になったが、オール救援で35試合に登板。防御率3.98ながら、2勝1敗1ホールドという成績を残した。シーズン終了後の10月24日に、フェニックスリーグの対千葉ロッテマリーンズ戦で実戦に復帰。前述した傷跡が右目の横に3cmほど残る状態で、プロ入り後初めて対外試合で先発を任されると、4回を無失点に抑えた。
2018年は、先発への転向を視野に調整。オープン戦でも先発登板を重ねた末に、初めての開幕一軍入りを果たした。一軍公式戦では先発の機会がなく、シーズン中に故障した影響で、7試合の救援登板で1ホールドを挙げただけにとどまった。フェニックスリーグでは前年に続いて先発で好投したものの、シーズン終了後の契約交渉では、野球協約で定める減俸率の上限（25%）を翌2019年の年俸に適用することを球団から打診。この打診を受け入れた末に、推定1500万円（前年から500万円減）という条件で契約を更改した。
2019年は、一軍のヘッドコーチから昇格した西村徳文新監督の下で、一軍公式戦20試合に登板。3ホールドを挙げたが、通算投球イニングがわずか17回1/3ながら2敗を喫したほか、通算の防御率も5.71にまで達した。
2020年は、レギュラーシーズンの開幕から1か月ほど経った8月に一軍へ昇格。昇格後は、8月20日の対西武戦（京セラドーム）まで、救援で一軍公式戦7試合に登板していた。西村が翌8月21日の同カード終了後に一軍監督を辞任したことに伴って、前年から二軍監督として小林を指導していた捕手出身の中嶋聡が8月22日から一軍監督代行へ就任したが、小林自身は勝敗・セーブ・ホールドの付かないまま8月23日付で出場選手登録を抹消された。

### 阪神時代

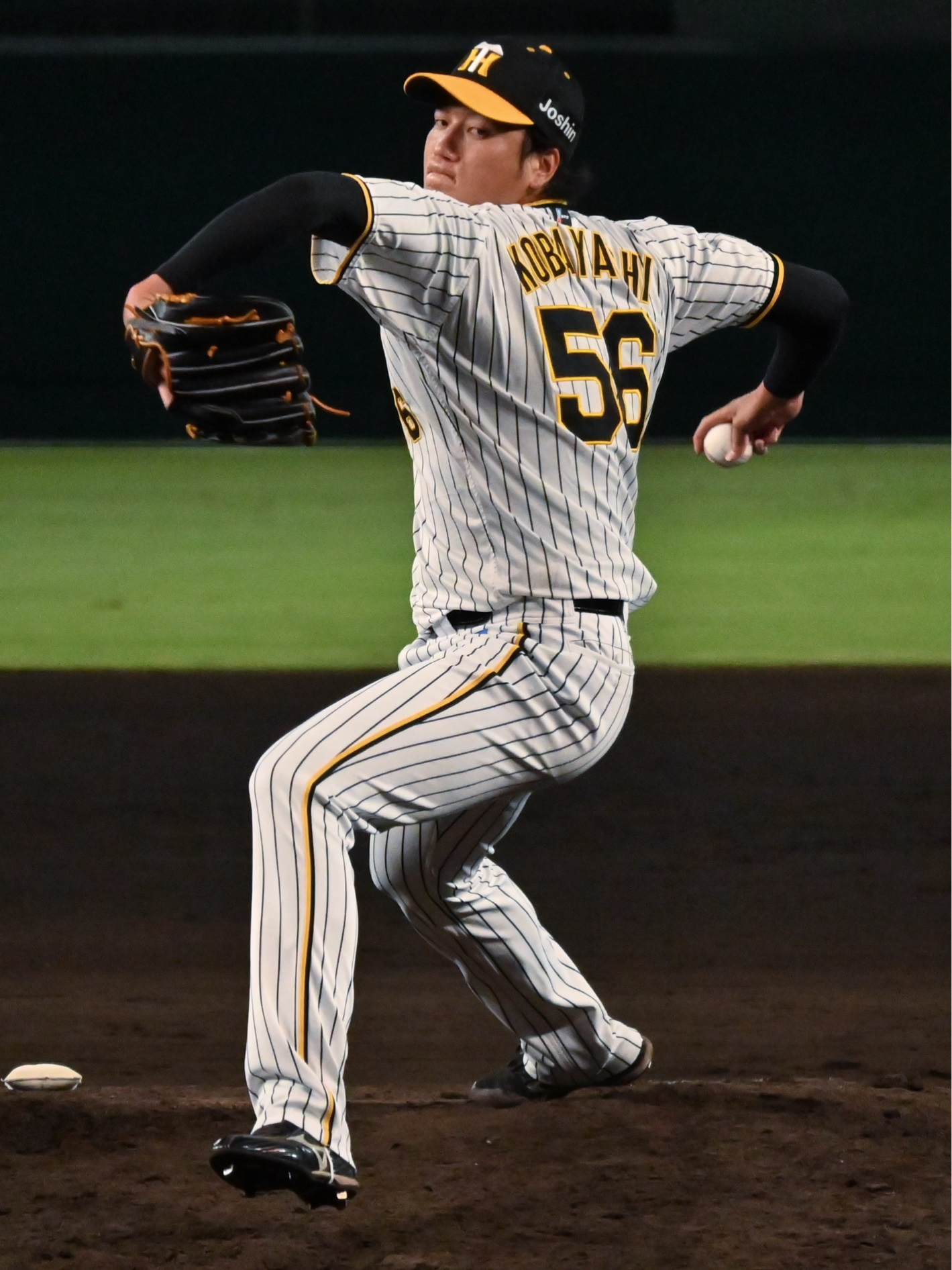
阪神時代
（2022年7月2日 阪神甲子園球場）

2020年8月28日に、飯田優也との交換トレードで阪神タイガースへ移籍することが発表された。背番号は飯田が移籍前まで着用していた56で、オリックスにとっては、中嶋の一軍監督代行就任後初めてのトレードであった。
2021年、開幕ベンチ入りを果たし9試合連続無失点を記録。一時は勝ち試合での登板も増えていたが、6月5日の対ソフトバンク戦で左足首を負傷し、8月に二軍に降格、東京オリンピック期間中のエキシビションマッチで復帰はしたものの内容が悪く再び二軍落ち。終盤に復帰し4試合連続無失点と結果を残し、巨人とのクライマックスシリーズファーストステージでもベンチ入りしたが登板はなかった。契約更改では前半戦の好投が評価され500万円増の年俸1800万円でサインした。
2023年は、ウエスタン・リーグで39試合に登板し、1勝4敗16セーブ、防御率3.20の成績で、ソフトバンクの尾形崇斗と並んで最多セーブ投手を受賞した。しかし、一軍の中継ぎにはセ・リーグの最多セーブ投手を受賞した岩崎優を始め、加治屋蓮、岩貞祐太らが50試合以上に登板するなど安定していたため一軍での登板は1試合のみに留まり、10月3日に戦力外通告を受けた。

### オイシックス時代
2023年12月2日、翌2024年からイースタン・リーグに新規参入するオイシックス新潟アルビレックス・ベースボール・クラブに入団することが発表された。入団会見時には来季の目標として「感謝」と色紙に書き、来年また野球ができるという感謝の気持ちをしっかり持って、全力でプレーをすると語った。
2024年シーズン開幕前に右肩に違和感があり、療養に専念したため、オイシックスでの公式戦初登板は5月14日までずれ込んだ。

## 選手としての特徴
身長187cmの長身からオーバースローで投げ込む最速151km/hのストレートが最大の武器で、ツーシームやフォークやスライダーとのコンビネーションで空振りを奪う。
奪三振率の高さにも定評のあるパワー型の投手で、オリックスへの入団1年目までは、ボールを放した瞬間に上体が一塁側へ傾く傾向が見られた。また、本人曰く「投球中に力む癖がある」とのことで、オリックス時代の先発調整では力を抜きながら投げることを臨時コーチの山田久志から勧められていた。結局、公式戦では二軍のウエスタン・リーグで数試合に先発しただけで、救援での起用を前提に阪神へ移籍した。

## 人物
祖父が阪神ファンだった影響もあり、自身も幼少期から阪神ファンである。

## 詳細情報

### 年度別投手成績
| 年 度     | 球 団      | 登 板 | 先 発 | 完 投 | 完 封 | 無 四 球 | 勝 利 | 敗 戦 | セ 丨 ブ | ホ 丨 ル ド | 勝 率 | 打 者 | 投 球 回 | 被 安 打 | 被 本 塁 打 | 与 四 球 | 敬 遠 | 与 死 球 | 奪 三 振 | 暴 投 | ボ 丨 ク | 失 点 | 自 責 点 | 防 御 率 | W H I P |
| --------- | ---------- | ----- | ----- | ----- | ----- | -------- | ----- | ----- | -------- | ----------- | ----- | ----- | -------- | -------- | ----------- | -------- | ----- | -------- | -------- | ----- | -------- | ----- | -------- | -------- | ------- |
| 2017      | オリックス | 35    | 0     | 0     | 0     | 0        | 2     | 1     | 0        | 1           | .667  | 174   | 40.2     | 36       | 4           | 15       | 0     | 2        | 46       | 2     | 0        | 22    | 18       | 3.98     | 1.25    |
| 2018      | オリックス | 7     | 0     | 0     | 0     | 0        | 0     | 0     | 0        | 1           | ----  | 50    | 9.0      | 20       | 4           | 5        | 0     | 0        | 9        | 0     | 0        | 13    | 11       | 11.00    | 2.78    |
| 2019      | オリックス | 20    | 0     | 0     | 0     | 0        | 0     | 2     | 0        | 3           | .000  | 82    | 17.1     | 23       | 4           | 5        | 1     | 0        | 17       | 3     | 0        | 15    | 11       | 5.71     | 1.62    |
| 2020      | オリックス | 7     | 0     | 0     | 0     | 0        | 0     | 0     | 0        | 0           | ----  | 35    | 6.2      | 11       | 0           | 5        | 1     | 1        | 5        | 0     | 0        | 3     | 3        | 4.05     | 2.40    |
| 2020      | 阪神       | 2     | 0     | 0     | 0     | 0        | 0     | 0     | 0        | 0           | ----  | 14    | 3.0      | 3        | 0           | 2        | 1     | 0        | 5        | 0     | 0        | 0     | 0        | 0.00     | 1.67    |
| '20計     | 阪神       | 9     | 0     | 0     | 0     | 0        | 0     | 0     | 0        | 0           | ----  | 49    | 9.2      | 14       | 0           | 7        | 2     | 1        | 10       | 0     | 0        | 3     | 3        | 2.79     | 2.17    |
| 2021      | 阪神       | 22    | 0     | 0     | 0     | 0        | 0     | 1     | 0        | 4           | .000  | 86    | 20.0     | 17       | 1           | 11       | 1     | 0        | 16       | 0     | 0        | 8     | 5        | 2.25     | 1.40    |
| 2022      | 阪神       | 10    | 0     | 0     | 0     | 0        | 0     | 0     | 0        | 0           | ----  | 47    | 11.1     | 12       | 1           | 4        | 1     | 0        | 9        | 0     | 0        | 2     | 2        | 1.59     | 1.41    |
| 2023      | 阪神       | 1     | 0     | 0     | 0     | 0        | 0     | 0     | 0        | 0           | ----  | 4     | 1.0      | 1        | 0           | 0        | 0     | 0        | 1        | 0     | 0        | 0     | 0        | 0.00     | 1.00    |
| 通算：7年 | 通算：7年  | 104   | 0     | 0     | 0     | 0        | 2     | 4     | 0        | 9           | .333  | 492   | 109.0    | 123      | 14          | 47       | 5     | 3        | 108      | 5     | 0        | 63    | 50       | 4.13     | 1.56    |

- 2023年度シーズン終了時

### 年度別守備成績
| 年 度 | 球 団      | 投手  | 投手  | 投手  | 投手  | 投手  | 投手     |
| 年 度 | 球 団      | 試 合 | 刺 殺 | 補 殺 | 失 策 | 併 殺 | 守 備 率 |
| ----- | ---------- | ----- | ----- | ----- | ----- | ----- | -------- |
| 2017  | オリックス | 35    | 0     | 3     | 0     | 0     | 1.000    |
| 2018  | オリックス | 7     | 0     | 3     | 0     | 0     | 1.000    |
| 2019  | オリックス | 20    | 0     | 2     | 0     | 0     | 1.000    |
| 2020  | オリックス | 7     | 1     | 2     | 0     | 0     | 1.000    |
| 2020  | 阪神       | 2     | 0     | 0     | 0     | 0     | ----     |
| '20計 | 阪神       | 9     | 1     | 2     | 0     | 0     | 1.000    |
| 2021  | 阪神       | 22    | 3     | 1     | 1     | 0     | .800     |
| 2022  | 阪神       | 10    | 1     | 3     | 0     | 0     | 1.000    |
| 2023  | 阪神       | 1     | 0     | 0     | 0     | 0     | ----     |
| 通算  | 通算       | 104   | 5     | 14    | 1     | 0     | .950     |

- 2023年度シーズン終了時

### 記録
初記録
- 初登板：2017年5月13日、対埼玉西武ライオンズ7回戦（京セラドーム大阪）、7回表に5番手で救援登板、1回2失点
- 初奪三振：同上、7回表に秋山翔吾から空振り三振
- 初勝利：2017年5月31日、対東京ヤクルトスワローズ2回戦（京セラドーム大阪）、10回表に5番手で救援登板・完了、1回無失点
- 初ホールド：2017年8月22日、対北海道日本ハムファイターズ17回戦（ほっともっとフィールド神戸）、5回表に3番手で救援登板、2回無失点

### 背番号
- 39（2017年 - 2020年8月27日）
- 56（2020年8月28日 - 2023年）
- 19（2024年 - ）

### 登場曲
- 「Prelude」Mr.Children（2017年 - ）